# سیجی اوزاوا
سیجی اوزاوا (انگلیسی: Seiji Ozawa؛ ۱ سپتامبر ۱۹۳۵ – ۶ فوریۀ ۲۰۲۴)، رهبر ارکستر اهل ژاپن، شناخته شده به خاطر همکاری با «ارکستر سمفونیک سان فرانسیکو»، ارکستر سمفونیک تورنتو و ارکستر سمفونیک بوستون بود. وی همچنین برندهٔ جوایزی همچون لژیون دونور (شوالیه)، پرمیوم ایمپریاله، نشان دوستی، جایزه امی، و جایزه مرکز کندی شده‌است.

## زندگی‌نامه

### سال‌های آغازین
سیجی اوزاوا در اول سپتامبر سال ۱۹۳۵، از والدینی ژاپنی در شهر شن‌یانگ واقع در ژاپن متولد شد. هنگامی که خانواده وی در سال ۱۹۴۴ به ژاپن بازگشتند، او تحصیلِ پیانو را با نوبورو تویوماسو شروع کرد و با علاقه به مطالعهٔ آثار یوهان سباستین باخ پرداخت. اوزاوا پس از فارغ‌التحصیلی از دبیرستان «سیجی جونیور» در سال ۱۹۵۰، در یک بازی راگبی دچار پیچیدگی انگشت خود شد و قادر به ادامه آموختن پیانو نشد. از این رو معلم وی هیدئو سایتو در «مدرسهٔ موسیقی توهو گاکوئن» او را به اجرای کنسرتو پیانوی شماره ۵ بتهوون دعوت کرد که در نهایت تمرکز موسیقی وی از پیانو به رهبری ارکستر تغییر کرد.

### موفقیت بین‌المللی
تقریباً یک دهه پس از مصدومیت ورزشی، اوزاوا در مسابقات بین‌المللی رهبران ارکستر در بزانسون فرانسه، جایزهٔ اول را به‌دست آورد. موفقیت وی در آنجا منجر به دعوت از او توسط چارلز مونچ (رهبر ارکستر) و سپس مدیر ارکستر سمفونیک بوستون، برای حضور در «مرکز موسیقی برکشایر» (امروزه «مرکز موسیقی تنگلوود») شد و در آنجا همراه با پیر مونتوکس به تحصیل ادامه داد. در سال ۱۹۶۰، اندکی پس از ورودش، اوزاوا جایزهٔ سرگئی کوسیویتسکی را برای بهترین رهبر برجستهٔ دانشجویی (بالاترین افتخار تنگلوود) را کسب کرد. او با دریافت بورس تحصیلی، برای تحصیل در رشته موسیقی با رهبر مشهور اتریشی هربرت فون کارایان، به برلین غربی نقل مکان کرد. اوزوا تحت هدایتِ کارایان، توجه رهبر برجسته لئونارد برنستاین را نیز به خود جلب کرد، پس از آن برنشتاین وی را به‌عنوان دستیار رهبر در فیلارمونیک نیویورک منصوب کرد و در طی سالهای ۱۹۶۱ تا ۱۹۶۲ و ۱۹۶۴ تا ۱۹۶۵ در آنجا خدمت کرد. وی در حالی که با فیلارمونیک نیویورک همکاری می‌کرد، اولین کنسرت حرفه‌ای خود را با «ارکستر سمفونیک سان فرانسیسکو» در سال ۱۹۶۲ انجام داد.
در دسامبر سال ۱۹۶۲، اوزاوا با «ارکستر سمفونیک اِن اِچ کِی» درگیر شد علت آن بود که بعضی از نوازندگان از سبک و شخصیت وی ناراضی بودند و از نوازندگی تحت نظر وی امتناع می‌کردند. در عوض اوزوا به ارکستر رقیب رفت و به رهبری «ارکستر فیلارمونیک ژاپن» منصوب شد. از سال ۱۹۶۴ تا ۱۹۶۸، اوزاوا به عنوان اولین مدیر موسیقی «جشنواره راوینیا»، (خانه تابستانی ارکستر سمفونیک شیکاگو) فعالیت کرد و در سال ۱۹۶۹ به عنوان رهبر اصلی جشنواره منصوب شد.
وی از سال ۱۹۶۵ تا ۱۹۶۹ مدیر موسیقی ارکستر سمفونیک تورنتو، و از ۱۹۷۰ تا ۱۹۷۷ مدیر «ارکستر سمفونیک سان فرانسیسکو» بود. او از سال ۱۹۷۲، ارکستر سمفونیک سان فرانسیسکو را در اولین ضبط تجاری خود در طی یک دهه رهبری کرد و اثری را با الهام از رومئو و ژولیت، نوشتۀ ویلیام شکسپیر، ضبط کرد. در سال ۱۹۷۳، ارکستر سان فرانسیسکو را به یک تور اروپایی برد که شامل یک کنسرت در پاریس بود و این اجراها از طریق ماهواره به صورت استریو از ایستگاهی (KKHI) در سان فرانسیسکو پخش می‌شد. وی در سال ۱۹۷۴، درگیر اختلاف و مشاجره با کمیته نوازندگان «ارکستر سمفونیک سان فرانسیسکو» شد، چرا که صلاحیت عنوانِ استاد ممتاز، برای دو نوازندهٔ جوان و منتخب، ایلین جونز (نوازنده تیمپانی) و ریوایی ناکاگاوا (نوازنده فاگوت) را رد کرده بود. وی در سال ۱۹۷۸ دوباره به عنوان رهبر مهمان به سان فرانسیسکو بازگشت و آثاری مانند بالهٔ دریاچه قو اثر چایکوفسکی را رهبری کرد.

### ارکستر سمفونی بوستون

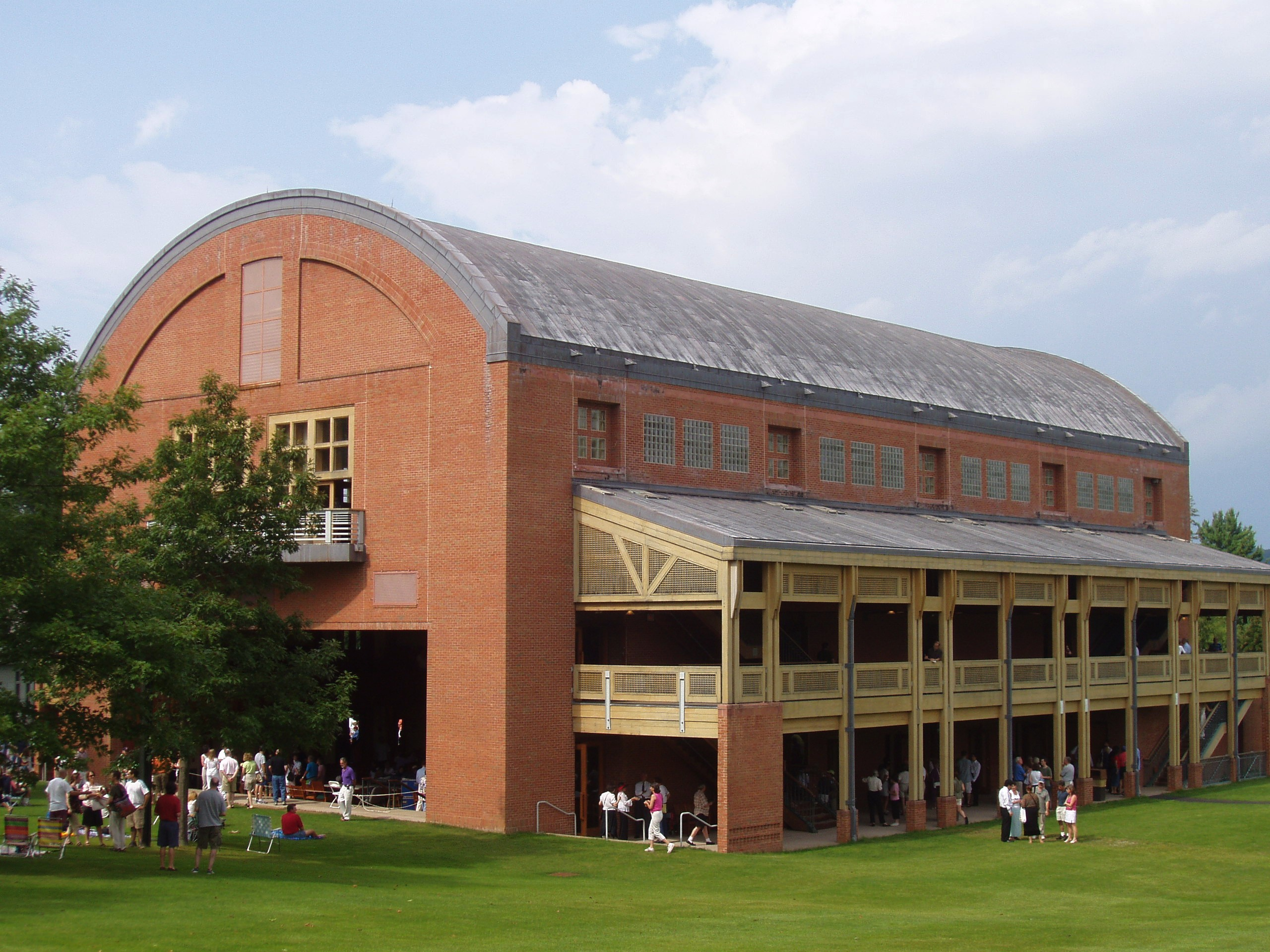
«تالار سیجی اوزواوا»، ارکستر سمفونیک بوستون، «تنگلوود».

اوزاوا بین سالهای ۱۹۶۴ تا ۱۹۷۳، به رهبری ارکسترهای مختلف مشغول بود و سرانجام در سال ۱۹۷۳ مدیر موسیقی ارکستر سمفونیک بوستون شد. دوره مدیریت وی در بوستون به مدت ۲۹ سال ادامه یافت (طولانی‌ترین دورهٔ ریاست هر مدیر موسیقی و حتی بیشتر از مدیریت سرگئی کوسیویتسکی که ۲۵ سال ادامه داشت).
اوزاوا برای اولین بار در سال ۱۹۷۶ به خاطر یک مجموعهٔ تلویزیونی با عنوان «عصر در سمفونی» برای ارکستر سمفونیک بوستون در پی‌بی‌اس جایزه امی را دریافت کرد. در سال ۱۹۹۴، بوستون به افتخار بیستمین فصل حضور او در ارکستر، سالن کنسرت جدید «تنگلوود» را به نام «تالار سیجی اوزواوا» اختصاص داد. در سال ۱۹۹۴، دومین «جایزهٔ امی» به‌خاطر موفقیت فردی در برنامه‌نویسی فرهنگی برای «دورژاک در پراگ: یک جشن» به وی اعطا شد.
او سال ۱۹۹۲، در تلاش برای ادغام ارکسترها و همۀ نوازندگان ژاپنی‌ با هنرمندان بین‌المللی، به‌همراه کازویوشی آکیاماما «ارکستر سایتو کینن» را تأسیس کردند. این ارکستر پس از زمان تأسیس، در جامعۀ موسیقی بین‌الملل جایگاه ویژه‌ای کسب کرد.
در همان سال او برای اولین بار با اپرای متروپولیتن نیویورک شروع به کار کرد. اوزاوا در سال ۱۹۹۶ تا ۱۹۹۷ با درخواست‌های ناگهانی برای تغییر در «مرکز موسیقی تنگلوود» مخالفت و دچاراختلاف شد و این موضوع باعث شد که گیلبرت کالیش و لئون فلیشر در اعتراض به این امر، استعفا دهند.
متعاقباً بحث و جدالی در مورد روش‌ها و کیفیت کارِ اوزاوا در ارکستر سمفونیک بوستون به وجود آمد؛ و اوزاوا در سال ۲۰۰۲، از مدیریت این ارکستر کناره‌گیری کرد.
اوزاوا مدافع موسیقی کلاسیک قرن بیستم بود و به اجرای آثار شاخصی از گئورگ لیگتی و الیویه مسیان پرداخت. همچنین وی به خاطر کمد لباس غیر متعارف‌اش معروف بود. جایی که در آن وی فقط پیراهن سفید یقه اسکی بدون حاشیه، جلیقه و کراوات سفید می‌پوشید.

### پس از ۲۰۰۱

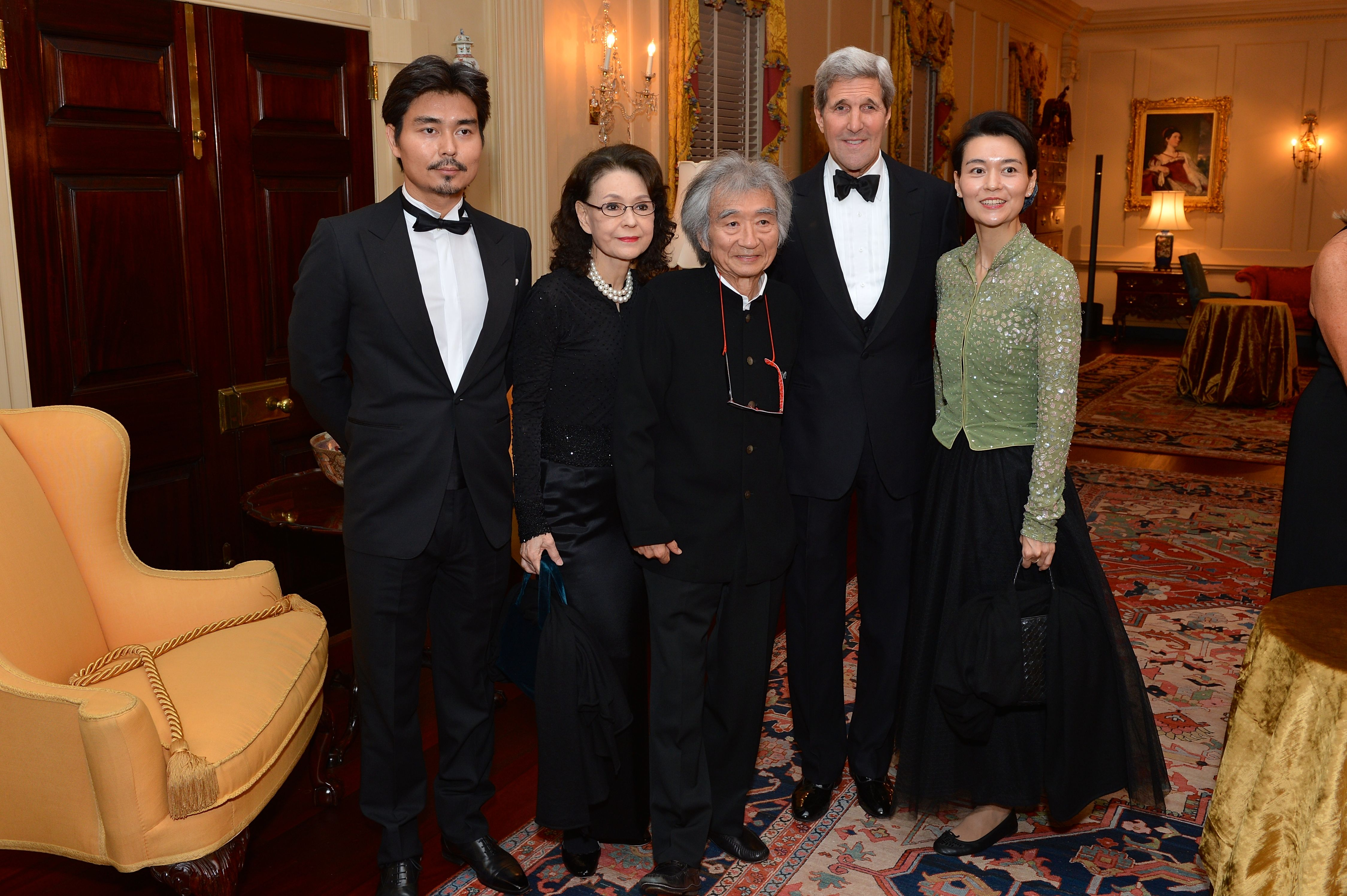
اوزاوا (وسط) و خانواده‌اش با وزیر امور خارجه آمریکا جان کری، در ضیافت شامِ جایزه مرکز کندی (۲۰۱۵)، واشینگتن دی‌سی.

اوزاوا در سال ۲۰۰۱، توسط دولت ژاپن به‌عنوان یک شخصیت با ارزش فرهنگی شناخته شد. در سال ۲۰۰۲، رهبر اصلی اپرای ایالتی وین شد. در این میان، وی همچنان به‌عنوان معلم و سرپرست در «مرکز موسیقی تنگلوود»، خانه موسیقی تابستانی ارکستر سمفونیک بوستون که دارای برنامه‌هایی برای افراد جوان و دانش آموزان دبیرستانی است، نقش اصلی را ایفا می‌کند. به مناسبت سال نو ۲۰۰۲، اوزاوا کنسرت سال نو در وین را اجرا کرد. در سال ۲۰۰۵، او به تأسیس «اپرای نوموری توکیو» اقدام کرد و «اپرای اِلِکترا» اثر ریچارد اشتراوس را اجرا کرد. در اول فوریه ۲۰۰۶، او به «اپرا ایالتی وین» اطلاع داد که مجبور است تمام فعالیتهای انجام شدهٔ خود در سال ۲۰۰۶ را به دلیل بیماری‌هایی از جمله ذات الریه و زونا لغو کند. وی در ماه مارس ۲۰۰۷ برای اجرای برنامه به «اپرای نوموری توکیو» بازگشت. اوزاوا در سال ۲۰۱۰ از سمت خود در «اپرای ایالتی وین» کناره‌گیری کرد تا فرانتز ولزر-موست جانشین وی شود.
در اکتبر ۲۰۰۸، در برگزاری مراسم جوایز «کاخ امپراتوری»، از اوزاوا به عنوان سفیر فرهنگ ژاپن، تقدیر شد. وی دریافت‌کنندهٔ سی‌وچهارمین «جایزهٔ موسیقی سانتوری» در مرکز بین‌المللیِ جایزهٔ عالیِ نیویورک است.
در ۷ ژانویه ۲۰۱۰، اوزاوا اعلام کرد که به منظور انجام معالجهٔ سرطان مری، تمام فعالیت‌های خود را لغو کرده‌است. پزشک معالجِ اوزاوا در آن زمان اعلام کرد که وی در مراحل اولیهٔ تشخیص قرار دارد، و اوزوا مشکلات دیگری مانند ذات‌الریه، و جراحی کمر دارد. به‌دنبال تشخیص سرطان، اوزاوا و رمان‌نویس هاروکی موراکامی، شروع به یک سریِ شش قسمتیِ مکالمه در مورد موسیقی کلاسیک کردند که پایه و اساس کتاب کاملاً روی موسیقی شد.
در ۶ دسامبر ۲۰۱۵، اوزاوا جایزه مرکز کندی را دریافت کرد.

## مدارک افتخاری
اوزاوا دارای مدرک دکترای افتخاری از دانشگاه هاروارد، «هنرستان موسیقی نیو انگلند»، دانشگاه ماساچوست در امهرست، «دانشگاه ملی موسیقی بخارست» و کالج ویتون است. وی همچنین عضو افتخاری «شورای بین‌المللی موسیقی» است.

## زندگی شخصی
اوزاوا سه برادر به نام‌های کاتسومی، توشیو، و میکیو دارد، که دومی تبدیل به نویسندهٔ موسیقی و مجری رادیو در توکیو شد. اوزاوا با میکی ایری (وِرا)، مدل و بازیگر سابق ازدواج کرده‌است. او قبلاً با پیانیست کیوکو ادو ازدواج کرده بود. اوزاوا دارای دو فرزند با «ایری» است، یک دختر به نام سیرا و پسری با نام یوکی‌یوشی اوزاوا. اوزاوا در مدتی که مدیریتِ ارکستر بوستون را به عهده داشت، برای اینکه فرزندانش از ریشه‌های فرهنگی ژاپن آگاه شوند و در آنجا پرورش یابند، مدت زمانی طولانی آنها را از خود دور نگه‌داشت.
اوزاوا در مراحل بعدی زندگی با نوازندهٔ ویلنسل و رهبر ارکستر روسی مستیسلاف روستروپوویچ، با هدف برگزاری کنسرت رایگان و راهنمایی دانشجویان در سراسر ژاپن، یک گروه موسیقی مسافرتی تشکیل داد.

## بیماری و مرگ
در ۷ ژانویه ۲۰۱۰، اوزاوا اعلام کرد که تمام تعهدهای خود را برای اجرا به مدت شش ماه لغو می‌کند تا تحت درمان سرطان مری قرار گیرد. پزشک وی در آن زمان اعلام کرد که بیماری وی در مراحل تشخیص اولیه است. او دچار بیماری‌های دیگری از جمله ذات‌الریه و جراحی کمر در سال ۲۰۱۱ نیز بود. اوزاوا پس از تشخیص سرطان، مجموعه‌ای در یک کتاب با نام کاملاً در موسیقی شامل شش گفت‌وگو دربارهٔ موسیقی کلاسیک با هاروکی موراکامی (رمان‌نویس) انجام داد. آخرین کنسرت او در ۲۲ نوامبر ۲۰۲۲ با «ارکستر سایتو کینِن» برگزار شد.
اوزاوا در ۶ فوریهٔ ۲۰۲۴، به علت نارسایی قلبی در خانهٔ خود در توکیو درگذشت، وی به هنگام مرگ ۸۸ سال داشت.

## واژه‌نامه
1. ↑  Noboru Toyomasu
2. ↑  Seijo Junior
3. ↑  Hideo Saito
4. ↑  Toho Gakuen School of Music
5. ↑  Charles Münch
6. ↑  Berkshire Music Center
7. ↑  Tanglewood Music Center
8. ↑  Pierre Monteux
9. ↑  NHK Symphony Orchestra
10. ↑  Japan Philharmonic Orchestra
11. ↑   Ravinia Festival
12. ↑  Elayne Jones
13. ↑  Ryohei Nakagawa
14. ↑  Kazuyoshi Akiyama
15. ↑  Saito Kinen Orchestra
16. ↑  Gilbert Kalish
17. ↑  Leon Fleisher
18. ↑  Tokyo Opera Nomori
19. ↑  Franz Welser-Möst
20. ↑  Suntory Music Award
21. ↑   New England Conservatory of Music
22. ↑  National University of Music Bucharest
23. ↑  International Music Council
24. ↑  Katsumi
25. ↑  Toshio
26. ↑  Mikio
27. ↑  Miki Irie
28. ↑  Kyoko Edo
29. ↑  Seira
30. ↑  Saito Kinen